# 尼子誠久
尼子 誠久（あまご さねひさ/まさひさ/なりひさ）は、戦国時代の武将。尼子氏の家臣。

## 生涯
永正7年（1510年）、尼子国久の嫡男として生まれる。父同様に武勇に優れたと伝わっており、新宮党の一員として数多の武功を挙げ尼子氏の勢力拡大に貢献した。
叔父・塩冶興久が反乱を起こし敗死した後、興久側についた出雲国国人や諸勢力は祖父・尼子経久により追放処分・領地削減を受けた。その際に父・国久は塩冶氏の所領を受け継ぎ、誠久も出雲の有力国人多賀氏に婿入りし、西出雲を国久一族が支配することになる。そのため主家の尼子晴久の方針である尼子宗家による出雲直轄統治の障害となり、西出雲統治を国久の手腕に頼るという政治的矛盾を引き起こした。また、その武勇を笠に着て傍若無人な振る舞いもあり、他の尼子家重臣とも確執を生じた。その後は美作国方面の統治を重臣の牛尾幸清と共に担当している。
そのため天文23年（1554年）、父と共に殺害された。享年45。一説に誠久は晴久の命令を受けた大西十兵衛、立原備前守によって暗殺されたという。誠久の五男は家臣の手で京に逃れ、僧籍に入っていたが、後に還俗して後の尼子再興軍総大将である尼子勝久と名乗ることになる。

## 人物・逸話
『陰徳太平記』『雲陽軍実記』といった軍記物では、誠久の傲慢な振る舞いを表す逸話が見られる。
- 晴久の祐筆（秘書・書記）の末次讃岐守は鼻が大きかった、それを見た誠久は「お前は武名は高くないくせに、役に立たない鼻だけが高い」として暴行を加え、鼻を砕いた。
- 誠久は「館前、目の届く限り乗馬無用」（自分の目の届く範囲内では下馬せよ）という命令を下し、尼子領内の者たちが大変迷惑した。それに反発した熊谷新右衛門という武将が、牛の背に鞍を置いてまたがり、鷹狩りの最中の誠久の前を通り過ぎた。誠久が家臣を通じて下馬を命じると、熊谷は「下馬の事は知っているが、だから馬ではなく牛に乗っている」と平然と言い放ち、太刀の柄に手をかけてにらみ返したので、誠久の家臣たちは引き下がるしかなかった。
- 中井平蔵兵衛尉という、髭が立派な事を自慢にしている武将がいた。ある日、尼子誠久に呼びつけられると、その髭をなじられ、暴行を受けた。翌日、尼子晴久の前に出仕した中井は、髭を片方だけ剃っており、晴久がそのふざけた態度に大いに怒った。それに対して中井は、誠久に髭の事で叱られたので剃り落す事にしたが、晴久も知っている立派な髭をすべて剃るのは晴久に対して無礼になるとして、片方だけ剃ったと述べた。

いずれも、後世の創作であろうと思われるが、誠久の傲慢な態度に他の尼子家臣らが辟易しており、あるいは晴久と新宮党の二頭政治状態によって弊害が生じていた事を、よく表している。